# Raymon Kuipers
Raymon Kuipers (Den Haag, 14 december 1982) is een Nederlandse voetballer. Hij keept bij Quick Boys.
Kuipers maakte deel uit van de jeugdopleiding van Feyenoord. Verder speelde hij bij de amateurclubs Noordwijk, SHO, DSO, ASWH, Rijsoord en Lyra. Namens FC Dordrecht debuteerde de doelman in het betaald voetbal. Hij speelde in het seizoen 2004/05 één competitiewedstrijd. Dit was op 15 maart 2005 in de uitwedstrijd bij Go Ahead Eagles. Het duel eindigde in 0-0.
In de zomer van 2007 maakte hij deel uit van het Team VVCS, dat een toernooi speelde in Portugal. De keeper stopte daar twee van de vier strafschoppen in een penaltyserie tegen Zwitserland, waardoor Nederland vijfde werd. 
In 2015 maakte Kuipers de overstap van SHO naar Quick Boys. Quick Boys werd dat seizoen van de Hoofdklasse A en promoveerde naar de nieuwe Derde Divisie. Kuipers besloot om zijn handschoenen aan de wilgen te hangen en naar DXerxesDZB te verkassen om aan een trainerscarrière te beginnen. De nieuwe doelman van Quick Boys, Cor Varkevisser, moest door een blessure zijn loopbaan noodgedwongen beëindigen waardoor Quick Boys Kuipers vroeg om zijn beslissing te herzien en terug te keren naar sportpark Nieuw Zuid. 